# サン・ピエトロ・モゼッツォ
サン・ピエトロ・モゼッツォ（伊: San Pietro Mosezzo）は、イタリア共和国ピエモンテ州ノヴァーラ県にある、人口約1,900人の基礎自治体（コムーネ）。

## 地理

### 位置・広がり
| 隣接するコムーネは以下の通り。 - ビアンドラーテ - ブリオーナ - カルティニャーガ - カザレッジョ・ノヴァーラ - カザリーノ - ノヴァーラ - ヴィコルンゴ |

## 行政

### 分離集落
サン・ピエトロ・モゼッツォには、以下の分離集落（フラツィオーネ）がある。
- Cesto, Nibbia, San Pietro, Mosezzo